# 桂九雀
桂 九雀（かつら くじゃく、1960年12月2日 - ）は広島県広島市出身の落語家。本名は室屋 聖。上方落語協会会員（1994年脱会。2008年12月復帰）。

## 人物
幼少のわずかの期間を生まれた広島で過ごした。
名古屋市立有松小学校（緑区）卒業後、大阪府箕面市へ転居。
中学（箕面市立第三中学校）以降は大阪在住で、大阪府立箕面高等学校を卒業。
1979年3月1日に2代目桂枝雀に入門。同年6月4日の「雀の会」での「東の旅発端～煮売屋」にて初舞台。
1984年4月 - 1985年2月、大阪市北区の太融寺にて「九雀パフォーマンス」という自身の落語会を6回開催。
1990年頃、大阪梅田の映画館「シネマヴェリテ」にて「九雀のらくごヴェリテ」という21:30スタートのレイトショーを不定期に開催。
1995年前後「九雀の可能性」という３席全てネタおろしという勉強会を開催。
高座名の「九雀」から、平成9年9月9日に始めた「九月九日九雀の日」をトリイホールで、それ以外の月は、2001年8月から豊中市立伝統芸能館で投げ銭制の落語会を行っていた。会名は「毎月九日（時々お休み）九雀の日」「毎月九日頃九雀の日」「月並み(^_^)九雀の日」と変わっていった。現在は、豊中市岡町のライブハウスで、「アビリーンで九雀の日」として、不定期に開催している。
「アビリーン九雀の日」では、開演前に、一番太鼓の代わりに「一番クラリネット」、二番太鼓の代わりに「二番ギター」。さらに「クラリネット練習曲に名前を付けよう」というお遊びをしてから、開演となる。さらに落語三席の後に「勝手にアンコール」と称して、歌ったり、クラリネットを演奏したり、やりたい放題の2時間を勤める。
2005年より始めた、複数で演じる新しい形の落語「噺劇」にも取り組む。
噺劇は考案当初は「しんげき」と読ませていたが、2011年10月公演から「はなしげき」と言う読み方になった。
米朝事務所に長年所属していたが、2020年で離れてフリーとなった。
1996年に立ち上げた個人事務所・（有）落語工房での活動も行っていたが、2011年9月15日発行の「九雀月報」で2011年末に(有)落語工房を清算することを発表した。またその号をもって「九雀月報」も廃刊である旨記載されている。
1994年、桂枝雀一門が上方落語協会を脱会した際に脱会したが、2008年12月17日、同門の雀三郎、雀松、む雀（以上、枝雀門下）、雀喜、雀五郎、雀太（以上、雀三郎門下）とともに協会へ復帰した。む雀は脳溢血の後遺症で右半身と言語に障害が残るため、高座に上がることはなく、天満天神繁昌亭で鳴物を担当している。その際、九雀が補佐として必ず同行している。
まぐまぐにて「九雀通信」というメールマガジンを不定期で発行している（無料）。
2012年5月28日発行の「九雀通信」で「持ちネタ総入れ替え」を宣言。
過去の持ちネタを捨て、新しいネタに取り組むことを発表した。
出囃子は「楽しやな」。フォークシンガー北村謙の作曲。元々は「北村謙一座」のテーマ曲として作られた曲で歌詞もある。
「楽しやな、楽しやな、京の北野の上七軒に（ここは場所に応じて変わる）、愉快な一座のお目通り。
　落語の合間にクラ吹いて、おまけに時々ホラを吹く、昭和生まれの大正ロマン。
　粋にかけては日本一、桂九雀と申します。」
2席やる場合の出囃子は「スカイツリー音頭」。歌うスタンダップコミック・寒空はだかの作曲。九雀自ら寒空に許可を貰って使っている。

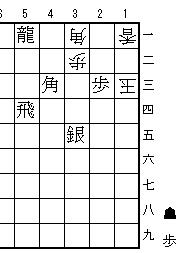
桂九雀作品・詰将棋パラダイス2010年4月号掲載

3席目の出囃子は「うそ」。シンガーソングライター西沢和弥の作曲で、これも許可を貰い使用している。
趣味の将棋（箕面高校将棋部出身）はアマチュア三段の腕前。かつて発行していた「九雀月報」には、毎号、自作の詰将棋を発表していた。
月刊「詰将棋パラダイス」では、2010年4月号の表紙に採用され、初入選を果たした。図面がその作品。15手詰。
また日本女子プロ将棋協会発行の「詰め将棋カレンダー」には2010年、2011年、2012年、2013年と連続して作品が掲載されている。
上方落語協会に将棋部を立ち上げて活動も行っており、「繁昌亭名人戦」という将棋部員による落語会を繁昌亭夜席で企画していた。
演劇公演がきっかけで始めたクラリネットでは、プロミュージシャンとの共演も増え、今や、仕事の一部となっている。
1993年から始まった京都・南座での「歌舞伎鑑賞教室」（毎年4月開催・2010年は2月開催）では、第1回から2015年の第23回まで、解説をつとめていた。
寄席三味線方の高橋まき（1968年 - ）は妻。長男・青空（1999年 - ）は、2007年からマジシャンとして舞台へ上がっていたが、今はやっていない。
「いきなり!(^^)!九雀の日(大阪府豊中市)」と「上方落語九雀亭(東京都江東区)」では、2014年から、客席の明かりを暗くしてやるようになった。
さらに2017年から、登場退場の際、観客が拍手することを禁じるようになった。
しかし「いきなり九雀の日」は2019年から、「九雀亭」は2020年から、拍手解禁になった。
自分のスケジュールを「働く九雀」というカレンダーで公開している
http://www.rakugokobo.jp/hataraku-kujaku.html
自身の高座やコラムなどで、長男・青空の不登校を公表していたが、2015年4月、高校へ進学した。
私生活でも和服を着用していることが多い。
2016年、弟子・桂九ノ一が入門。
2017年、妻・高橋まき(お囃子方)の弟子だった岡野鏡が、九雀門下に編入する形で、弟子になった。
2020年、弟子・桂九寿玉が入門した。
2020年7月の「九雀通信」（まぐまぐ）で、定年を宣言。以後は「趣味」で落語をやることにしている。
2020年末をもって、米朝事務所を退所し、フリーで活動している。

## 持ちネタ
番外を除いて306あるが、増え続けるので、正確な数は、わからない。
ネタ数の豊富さは上方落語界では屈指。古典を型通りやるもの。古典に新しい解釈、手法、落ちなど新味を加えたもの。新作。復活もの。と多岐にわたる。
2012年5月28日発行のメールマガジン「九雀通信」で、持ちネタを全て捨て、総入れ替えをする旨、表明。それ以前の持ちネタを「第1期・持ちネタ」。以降に手掛けたものを「第2期・持ちネタ」と呼称していた。但し、本人曰く「今となっては、どっちだったか覚えていないネタが多い」とのことなので、まとめて掲載。
数は2025年4月24日現在。
『古典』188席
- ア行。29席。「青菜」「明石飛脚」「欠伸の稽古」「足上がり」「愛宕山」「阿弥陀池」「雨の将棋」「淡路吹き戻し」「家島天神祭」「池田の猪買い」「一眼国」 ｢井戸の茶碗」「稲荷俥」「いもりの黒焼」「祝いの壺」「植木屋娘」「牛の丸薬」「牛ほめ」「鰻屋」「厩火事」「延陽伯」「応挙の幽霊」「近江八景」「お太刀の鍔」「お文さん」「御神酒徳利」「親子酒」「親子茶屋」「帯久」

- カ行。32席。「火焔太鼓」「書割盗人」「掛取萬歳」「鰍沢」「かぜ饂飩」「風の神送り」「片棒」「蟇の油」「紙入れ」「看板の一」「肝潰し」「京の茶漬」「近日息子」「禁酒関所」「金明竹」「くしゃみ講釈」「口合小町」「口入屋」「蔵丁稚」「稽古屋」「鯉船」「孝行糖」「高津の富」「鴻池の犬」「甲府ぃ」「小倉船」「骨釣り」「仔猫」「子は鎹」「子ほめ」「小間物屋政談」「権助提灯」

- サ行。31席。「鷺捕り」「桜ノ宮」「酒の粕」「佐々木裁き」「猿後家」「三軒長屋」「算段の平兵衛」「三年酒」「三枚起請」「地獄八景亡者戯」「持参金」「七段目」「七度狐」「質屋蔵」「質屋芝居」「十徳」「死神」「しの字丁稚」「始末の極意」「蛇含草」「借家怪談」「三味線栗毛」「正月丁稚」「尻餅」「雀の松原」「崇徳院」「住吉駕籠」「ぜんざい公社」「千両蜜柑」「粗忽長屋」「蕎麦の殿様」

- タ行。36席。「大工調べ」「代書」「大名将棋」「大丸屋騒動」「大名将棋」「たが屋」「竹の水仙」「蛸芝居」「立ち切れ線香」「竜田川」「狸の賽子」「狸の札」「狸の化寺」「短命」「茶漬幽霊」「茶の湯」「長短」「次の御用日」「辻占茶屋」「壺算」「つる」「手紙無筆」「鉄砲勇助」「テレスコ」「天狗刺し」「天狗裁き」「天災」「転失気」「天神山」「転宅」「道灌」「胴斬り」「道具屋」「動物園」「胴乱の幸助」「時饂飩」「土橋萬歳」

- ナ行。13席。「無い物買い」「菜刀息子」「南瓜屋政談（なんきんやせいだん）」「二人癖」「二番煎じ」「抜け雀」「猫と金魚」「猫の忠信」「猫の茶碗」「ねずみ」「ねずみ穴」「寝床」「軒付け」「野晒し」

- ハ行。26席。「八五郎坊主」「はてなの茶碗」「花筏」「花見酒」「花ねじ」「東の旅発端～煮売屋」「一人酒盛」「百人坊主」「百年目」「兵庫船」「貧乏神」「貧乏花見」「不精の代参」「二日酔い」「仏師屋盗人」「不動坊」「船弁慶」「文違い」「風呂敷」「文七元結」「べかこ」「へっつい盗人」「へっつい幽霊」「坊主茶屋」「包丁間男」「牡丹灯籠（通し上演）」「堀川」「本能寺」

- マ行。5席。「豆屋」「饅頭恐い」「蜜柑屋」「味噌豆丁稚」「餅屋問答」

- ヤ行。8席。「厄払い」「宿替え」「宿屋仇」「矢橋船」「大和餅」「遊山船」「夢の酒」「寄合酒」

- ラ行。4席。「らくだ」「悋気の独楽」「六尺棒」「六文銭」

『作家による古典の新演出』38席
- ＜小佐田定雄によるもの＞33席。

「恵比寿小判」「御公家女房」「大蛇山」「加賀見山」「景清」「釜盗人」「神隠し」「軽石屁」「軽業講釈」「公家大根」「月宮殿星都」「五段目」「瘤弁慶」「これこれ博打」「さくらんぼ」「皿屋敷」「山号寺号」「三十石」「秋刀魚芝居」「寿限無」「樟脳玉」「鈴木さんの悪霊」「たいらばやし」「高倉狐」「蚤のかっぽれ」「走井餅」「反魂香」「半分雪」「貧乏神」「味噌蔵」「深山隠れ」「元犬」「リサイクルマン」　
- ＜荻田清によるもの＞1席。

「泥鰌丁稚」。　　　　
- ＜北村京子によるもの＞1席。

「高台寺」。
- ＜くまざわあかねによるもの＞3席。

「樟脳玉」「ぞろぞろ」「道灌」

『新作』80席
- ＜自作＞2席。「後家の本心（チェーホフ作「熊」の落語化）」「スタンプラリー（三題噺）」「筆まめ間男（フランス笑話を落語化）」
- ＜浅田千鶴作＞1席。「SK vs NK(運動啓発落語）」
- ＜岡島永昌原作＞1席。「雪丸くん」

- ＜小佐田定雄作＞35席。

「Ａ型盗人」「Just Looking」「雨乞い源兵衛」「天の岩戸」「言い訳藤兵衛」「ヴィオロンの嘆き」「ウェーブソング」「産湯狐」「鬼籍の人」「鯨医者」「源氏のような恋をして」「幸せな不幸者」「新出意本忠臣蔵（吹奏楽落語）」「セイント・リュート」「太兵衛餅」「茶漬えんま」「次の節季」「遠い国から来たスパイ」「どろぶん」「ハカバの女（ひと）」「ハモニカ伝来」「琵琶仙人」「貧乏神」「無礼なお礼」「マリンバの夢」「マンドリーム」「見栄張り鍋」「めーるの飛脚」「遺言」「幽霊（ゆうれん）の辻」「弓流し」「弱気の医者」「ラスト・ソング」「リュートの夢」「ロボットしずかちゃん」
- ＜桂音也作＞1席。「羽衣」
- ＜カナリアはぴぴ＞1席。「修学旅行の夜」
- ＜儀賀保秀作＞1席。「恨みくじ」
- ＜北野義則作＞1席。「壺幽霊」
- ＜北野勇作作＞2席。「100文字落語」「100文字落語Ⅱ」
- ＜北村京子作＞2席。「内緒屋」「幽霊札」
- ＜北村謙作＞3席。「家の妖怪」「闇の粒」「黒船来航」
- ＜久坂部羊作＞1席。「移植屋さん」
- ＜楠本喬章＞1席。「雀の松原」
- ＜くまざわあかね作＞2席。「うつつの人」「13匹の怒れる動物たち」
- ＜田中哲弥作＞1席。「あしたの象」
- <田中啓文作＞2席。「時たまご」「どん底のストレッチ（体操入り落語）」
- ＜谷衛作＞1席。「目指せ！落語作家」
- ＜中川清＝のちの桂米朝作＞2席。「淀の鯉」「莨道成寺」
- <中島らも作＞3席。「悪夢のセールスマン」「おかるとかん平」「ゆかの下」
- <永滝五郎＞1席。「除夜の雪」
- ＜幡司智之作＞2席。「将棋の飛脚」「幽霊茶屋」
- ＜服部哲也作＞5席。「朝抹茶」「縄文さん」「埴輪盗人」「タイムカプセル」「祟りじゃぁ」
- ＜正岡容作＞1席。「慶応三年」
- ＜桝野幸宏作＞1席。「ウルトラ早押しギリギリ少女」
- ＜水野誠志朗＞1席。「新説！桶狭間の戦い」
- ＜三田純市＞1席。「まめだ」
- ＜山田洋次作＞2席。「真二つ」「目玉」
- ＜わかぎゑふ作＞2席。「一郎ちゃんがいく！」「ヅカ姉妹」
- ＜ワークショップ生徒たち作＞1席。「落語版・注文の多い料理店」

『番外』5席
- ＜佐古和枝作＞「考古学落語（数編あり）」。
- ＜オペレッタ＞「落語版・メリーウィドー」
- ＜音楽劇＞「落語版・ピーターと狼」
- ＜アラビアンナイト＞「せむし男および仕立屋とキリスト教徒の仲買人と御用係とユダヤ人の医者との物語」国立民族学博物館ホームページ
- ＜清水大輔作曲＞「吹奏楽落語・芝浜」

## 持ちネタ詳細
青菜：「繁昌亭ライブシリーズ」に収録されている。
欠伸の稽古：通常の上方版と違い「寄席の欠伸」というのがある。
足上がり：「落語はなるべく年代などを特定しないほうが良いのだが、このネタは50銭玉にギザギザがあって、穴の空いていない硬貨が1銭と50銭しかなかったという設定なので、何年 - 何年に特定される」と前置きしたことがある。
愛宕山：土器投げ（かわらけなげ）を体験した結果。風切のためにかじるというのは意味がないと知り、割愛している。
雨の将棋：「笠碁」の将棋版。古今亭志ん生が「雨の将棋」でやっていたことを知り、タイトルだけを拝借。自身が将棋に詳しいので、脚色は自分で行った。
淡路吹き戻し：「九州吹き戻し」を改作。淡路島が玩具「吹き戻し」の産地であることを利用した落ちを考案。
家島天神祭：江戸落語「佃祭」を上方化したもの。姫路から家島へ、船で渡る設定になっている。
一眼国：愛知県刈谷市美術館で行われた「せなけいこ展」の会場で初演された。せなけいこの作品に「ひとつめのくに」という落語を絵本化したものがあるところから依頼された。ちなみに、せなけいこの夫は六代目・柳亭燕路である。
井戸の茶碗：細かい演出の工夫はあるが、一番の特徴は、千代田朴斎は亡くなっており、妻・萬と娘・千が二人で暮らしている点である。
いもりの黒焼：米俵が追いかけてくるシーンで「追い回し合方」というハメモノが入る。
祝いの壺：大阪市の下水道博物館での落語会用に、手がけた。
牛ほめ：上方版ではなく、江戸版をベースにしている。
風の神送り：流行性感冒を扱ったネタで、ネタおろしをしたのが、新型コロナウイルス蔓延が始まった2020年2月末であった。

## 下座・鳴り物
下座の三味線は、ひと頃よく起用していた高橋まき（妻）と浅野美希が「充分育ったので、次を育てる」（本人談）という理由で佐々木千華を重用していた。
しかし、妻である高橋まきに岡野鏡(きょう)と言う弟子ができたため、育成のために、ほとんどの落語会は岡野が弾いている。
噺劇の下座は、初期は高橋まき一人であったが、途中から浅野美希との二挺になった。
2015年からは高橋まき・はやしや香穂の二挺になった。また、佐々木千華と岡野鏡なども担当している。
2018年から、澤部春里（しゅり）(2010年生まれ）が高橋まきに、習い始めたことから、高橋まき・澤部春里の2挺ということも多くなった。
笛・鳴物は小学3年から中学3年まで不登校であった長男・青空が担当していたが、高校へ進学後、一時中断。大人になった現在、再びやっている。
2019年から、雪乃美玲（OSK日本歌劇団出身）が笛を担当している。

## 落語会
（継続中）
- 九雀寄席（姫路市「イーグレ姫路」会場の変遷あり）1988年6月 -
- 江戸で上方落語を聴く会（東京都「日本橋亭」。会場の変遷あり）現在は「九雀・坊枝二人会」として開催。1994年3月 -
- 島田で上方落語を楽しむ会（静岡県島田市「旭町公民館」）1995年5月 -
- 神戸らくごビレッジ（神戸新開地喜楽館）桂雀松・吉弥と共催。2000年6月29日 -
- 月並み九雀の日～毎月九日九雀の日～毎月九日頃九雀の日～いきなり九雀の日～アビリーンで九雀の日（豊中市「市立伝統芸能館」→ライブハウス「アビリーン」（豊中市岡町北）2001年8月9日 -
- 上方落語九雀亭（東京都江東区亀戸「亀戸文化センター」）2006年5月 -
- 生地広島で上方落語九雀亭（広島市・東区民文化センター）2013年9月4日 -
- 名古屋で上方落語九雀亭または名古屋十二夜（名古屋市・西区・円頓寺レピリエ）2013年4月9日 -

- 九雀の噺（大阪市北区「天満天神繁昌亭」）噺劇も併せて上演。2009年10月 -
- 私たち落語は趣味です（豊中市立伝統芸能館）2020年12月-
- 九雀家の人々（ツギハギ荘）2021年1月-
- 九雀deらこんて（大阪市北区）2012年5月6日

（終了分）
- 九雀パフォーマンス（大阪市「太融寺」）1984年 - 1985年
- 九雀のラクゴヴェリテ（大阪市「シネマヴェリテ」）
- 九雀の可能性（大阪市「太融寺」）
- ネタの虫干し（豊中市「伝統芸能館」）
- すずなり寄席（愛知県岡崎市「竜美が丘会館」会場の変遷あり）1995年10月 - 2012年5月
- 繁昌亭名人戦（大阪市北区「天満天神繁昌亭」）2011年8月1日 -
- 小倉城庭園で上方落語九雀亭（北九州市小倉区）2012年9月5日 -
- 落語の定九日（大阪市「雀のおやど」）小佐田定雄作品を上演する会。2005年5月27日 -
- 江戸っ子だってねぇ（大阪市北区「天満天神繁昌亭」）笑福亭由瓶と共催。2008年4月 -
- 福岡で上方落語九雀亭（紺屋ギャラリー）
- 九雀・春里の義務奏育（王寺町やわらぎ会館）2021年5月-2023年2月

## 演劇
若手の頃から小劇場の演劇に出演しており「年間12本出たこともある」と言う。
しかし40歳を過ぎた頃から演劇から遠ざかった。
- 「桂九雀で田中啓文こともあろうに内藤裕敬」 2012年12月28日 - 30日。ウイングフィールド（大阪市）で突如演劇活動を再開。 田中の小説「笑酔亭梅寿謎解噺」を内藤裕敬（南河内万歳一座）が脚色・演出。九雀が主演した。 九雀によると、兵庫芸術劇場で見た「柳家三三で北村薫」がきっかけであったという。 長たらしいタイトルはこれを下敷きにしたもの。 2015年、倉敷と北九州小倉で再演。 2018年、全国7カ所(富田林、能代、上田、高知、豊岡、茅ヶ崎、能勢）にて再演。

- 「寿歌Ⅳリーディング」 北村想の寿歌シリーズの完結編のリーディング公演で「ゲサク」役をつとめた。 九雀によると若い頃に見た「寿歌」に感銘を受けた。まさかその寿歌に関われる日が来るとは夢にも思わなかったとのこと。 2013年 10月26日 - 27日AI・HALL（伊丹市）。 11月1日 - 2日七ツ寺共同スタジオ（名古屋市）

- 「ウルトラ早押しギリギリ少女」 演劇ユニット・スイス銀行・第9回公演 2017年11月3日-6日 一心寺シアター倶楽(大阪市) 20年ぶりの小劇場演劇客演。

- 「12人のおかしな大阪人」 1995年の阪神大震災直後に初演された作品が、当時は出演者であったわかぎゑふの演出で、2021年11月27日(土)、28日(日)に、枚方市総合文化芸術センターで再演された。初演時に、陪審員室へ入る警備員役で出演していた桂九雀と東野博昭が、今回も同じ役で出演した。

## 受賞歴
「受賞歴を書き連ねるほど恥ずかしいことはない」と発言しており、落語会主催者にも「受賞歴は載せないでほしい」と申し出ている。
ただし高座で本人が「そない言うたら、ぎょうさん賞を貰たように思いまっしゃろ」と茶化している。

## 連載
- 「月刊将棋世界」桂九雀の芸談棋談。（終了）
- 「月刊詰将棋パラダイス」桂九雀の詰まらん話。（2010年5月号で終了）
  - 第20回（2008年）将棋ペンクラブ大賞・奨励賞。

## 指導
現在、指導中の講座は以下の二つ。
- ふたかみ落語塾（奈良県香芝市）2019年 -
- 落語に挑戦・お江戸九雀組（東京都江東区）2019年 -

以下の落語教室で指導をしていたが、2014年3月をもって全て辞した。
今はオンライン。あるいは数人のサークルに招かれた場合に限り指導をしている。
- 子どもらくご教室（奈良県王寺町）2007年 -
- ＮＨＫカルチャー西宮ガーデンズ[1]（兵庫県西宮市）2009年 -
- 八千代公民館講座（兵庫県多可町）2011年 -

## 弟子
- 岡野 鏡（おかの きょう）

1995年4月18日生まれ、大阪府出身。2015年3月1日入門。囃子方。当初は九雀の妻・高橋まきの弟子であったが、後に、九雀門下に移籍。但し、技術指導は、今でも高橋まきがやっている。東住吉高校芸能文化科卒業。2020年1月、上方落語協会に入会した。母親は、南河内万歳一座の制作担当を務めていた岡野礼音(おかの あやね、2018年2月27日死去）。
- 桂 九ノ一（かつら くのいち）

2016年3月1日入門。同日、「いきなり(^o^)九雀の日」で初舞台。当初は内弟子であったが、ホームシックになり、いったん親元へ帰った。2020年５月年季明け。
- 桂 九寿玉（かつら くすだま）

2020年3月1日入門。東住吉高校芸能文化科卒業。2020年8月、天満天神繁昌亭「千夜九夜物語」で初舞台。2024年2月7日年季明け。

## レギュラー番組
- おはよう6（ABCテレビ）1987年10月 - 1989年9月
- こころ晴天（ABCラジオ）1996年10月 - 1997年9月
- 桂九雀のワイワイじゃーなる（ラジオ大阪）1997年10月 - 2003年3月
- キョウトクチュール（KBSテレビ）2007年10月 - 2008年9月